# جان کسیر
جان کسیر (انگلیسی: John Kassir؛ زادهٔ ۲۴ اکتبر ۱۹۵۷) بازیگر، صداپیشه و کمدین آشوری‌تبار  اهل ایالات متحده آمریکا است. وی از سال ۱۹۸۲ میلادی تاکنون مشغول فعالیت بوده‌است. پدر او اهل موصل عراق و مادرش از سوری‌های ماردین ترکیه است.
از فیلم‌ها یا برنامه‌های تلویزیونی که وی در آن نقش داشته‌است، می‌توان به جک غول‌کش، سی‌اس‌آی، کسل، اسمورف‌ها، پرونده سرد، مسابقه تا کوه اسرارآمیز، کسپر، استخوان‌ها، نمایش آماندا، رنگ‌های زنده، تیم نایت رایدر، ضد جاسوسی، جرج جنگل ۲، آتش‌افروزان جهنم و مینیون‌ها اشاره کرد.